# 江西省宜春中学
江西省宜春中学位于江西省宜春市袁州区，是江西省教育厅确定的全省首批重点中学之一，有“赣西文化摇篮”的称号。

## 学校历史[1]
- 1902年，袁州中学堂。创建于韩愈所设的昌黎书院内，最初名为袁州中学堂，后几经改名。
- 1912年，袁州中学校。
- 1914年，省立第八中学。
- 1927年，省立宜春中学。
- 1927年，省立第七中学。
- 1933年，省立宜春乡村师范。
- 1946年，省立宜春中学。
- 1949年，江西省宜春中学。
- 1958年，江西省宜春高级中学。
- 1959年，宜春大学附属中学。
- 1964年，江西省宜春中学。
- 1972年，宜春地区教育学校附中。
- 1975年，正式定名为江西省宜春中学。
- 2003年9月宜春中学异地兴建新校园。
- 2005年7月与宜春一中联合组建成立新宜春中学。
- 2006年9月8日，整合后的宜春中学整体移交宜春学院管理，并更名为宜春学院附属中学[2]。原宜春学院附中更名为宜春学院第二附属中学。
- 2007年7月，宜春学院附属中学和第二附属中学合并组建宜春中学教育集团[3]（2009年又解体，同时将第二附属中学回归宜春学院）。
- 2008年6月，宜春中学被市政府收回，正式确定一校两区，新校区为“宜春中学北校区”，一中校区为“宜春中学南校区”。
- 2009年宜春学院二附中更换法人代表，标志着二附中正式由宜春学院收回自营，宜春中学教育集团正式解体。同年学校与美国贝敦克里斯汀学校缔结友好学校。

## 著名校友[4]
- 傅钟麟
- 谢光选 - “两弹”协调组组长，“长征三号”运载火箭总设计师。
- 刘天泉 - 中国煤炭科学研究院学会委员会副主席
- 黄钟杰
- 易安华
- 邓贞谦
- 杨翘新
- 易曾锡
- 傅种孙
- 刘天浪
- 江元生 - 中国科学院院士
- 郭冬乐 - 中国社会科学院财贸经济研究所副所长
- 王祥云 - 北京大学物理系放射化学专业副主任、中国核学会理事